# Kawabe Torashirō

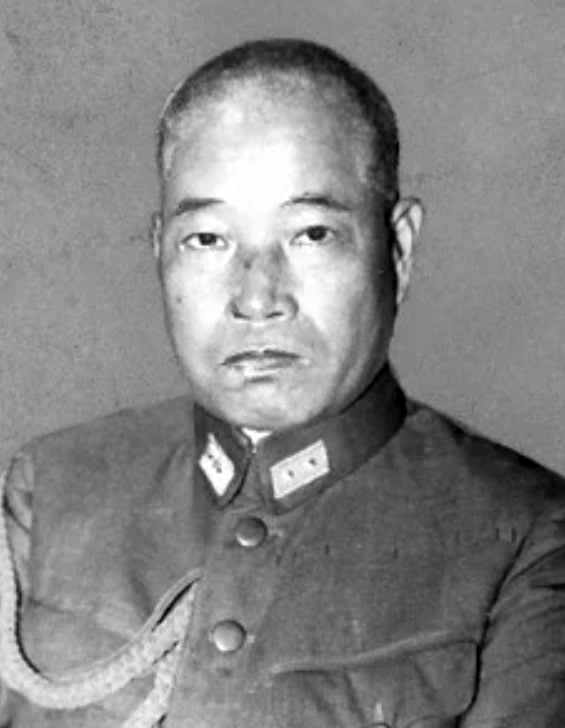
Generalleutnant Kawabe Torashirō

Kawabe Torashirō (japanisch: 河辺虎四郎; * 25. September 1890 in der Präfektur Toyama; † 25. Juni 1960) war ein Generalleutnant der Kaiserlich Japanischen Armee sowie der Kaiserlich Japanischen Heeresluftstreitkräfte, der unter anderem 1941 Chef des Stabes des Zentralen Verteidigungskommandos sowie 1945 Vize-Chef des Generalstabes der Kaiserlich Japanischen Armee war.

## Leben
Kawabe Torashirō begann im Mai 1912 eine Offiziersausbildung an der Heeresoffizierschule und wurde im Dezember 1912 zum Leutnant sowie Dezember 1915 zum Oberleutnant befördert. Im August 1920 erfolgte seine Beförderung zum Hauptmann und begann im November 1921 seine Ausbildung an der Heereshochschule und war danach Kompaniechef, ehe er im November 1922 als Offizier in den Generalstab versetzt wurde, wo er im Juli 1927 zum Major befördert und im April 1929 Offizier in der Sektion Operation wurde. Er war zwischen dem 11. März 1931 und dem 28. Januar 1932 Chef der Strategischen Gruppe der Sektion Operation des Generalstabes und erhielt dort am 1. August 1921 seine Beförderung zum Oberstleutnant. Nachdem er zwischen dem 28. Januar 1932 und dem 5. März 1934 Militärattaché an der Botschaft in der Sowjetunion war, war er vom 5. März bis zum 1. August 1934 erneut zum Generalstab abgeordnet. Anschließend folgte zwischen dem 1. August 1934 und dem 1. August 1935 eine Verwendung als Leitender Stabsoffizier für Strategie der in der Mandschurei eingesetzten Kwantung-Armee. Nach seiner Beförderung zum Oberst am 1. August 1935 war er vom 1. August 1935 bis zum 28. März 1936 Chef des Nachrichtendienstes der Kwantung-Armee sowie zwischen dem 28. März 1936 und dem 1. März 1937 Kommandeur des Feldartillerieregiments der Kaiserlichen Garde. Im Anschluss folgte vom 1. März bis zum 26. Oktober 1937 eine Verwendung als Chef beziehungsweise zwischen dem 26. Oktober und dem 1. November 1937 als kommissarischer Chef der 2. Sektion für Kriegsplanung in der Abteilung 1 des Generalstabes, ehe er vom 1. November 1937 bis zum 1. März 1938 Chef der umorganisierten 2. Sektion für Manöver- und Kriegsplanung der Abteilung 1 des Generalstabes war.
Im Anschluss war Kawabe Torashirō vom 1. März bis zum 15. Juli 1938 Instrukteur an der Schule der Kaiserlich Japanischen Heeresluftstreitkräfte in Hamamatsu und wurde dort am 15. Juli 1938 zum Generalmajor befördert. Er blieb dorthin abgeordnet, ehe er vom 8. Oktober 1938 bis zum 1. Dezember 1939 Militärattaché an der Botschaft im Deutschen Reich war. 1939 war er zudem vorübergehend Militärattaché an der Botschaft in Ungarn. Nach seiner Rückkehr wurde er am 1. Dezember 1939 erst zum Generalstab sowie am 9. März 1940 zur Schule der Kaiserlich Japanischen Heeresluftstreitkräfte in Shimoshidzu abkommandiert, ehe er während des Zweiten Japanisch-Chinesischen Krieges vom 24. September 1940 bis zum 31. Juli 1941 Kommandeur der in der Mandschurei stationierten 7. Heeresfliegerbrigade war. Am 31. Juli 1941 wurde er Chef des Stabes des neu geschaffenen Zentralen Verteidigungskommandos und verblieb in dieser Verwendung bis zum 1. Dezember 1941, woraufhin Generalleutnant Kobayashi Asasaburō seine Nachfolge antrat. Während dieser Zeit wurde er am 25. August 1941 auch zum Generalleutnant (Rikugun Chūjō) befördert.
Im weiteren Verlauf des Zweiten Weltkrieges war Generalleutnant Kawabe zwischen dem 1. Dezember 1941 und dem 1. Mai 1943 in Personalunion sowohl Chef der Sektion für Allgemeine Angelegenheiten im Hauptquartier der Kaiserlich Japanischen Heeresluftstreitkräfte als auch Chef der Sektion für Allgemeine Angelegenheiten der Generalinspektion der Heeresflieger. Danach war er zwischen dem 1. und dem 19. Mai 1943 kurzzeitig Kommandeur der 2. Luft-Division sowie im Anschluss vom 19. Mai 1943 bis zum 8. August 1944 Befehlshaber der in Mandschukuo eingesetzten 2. Luft-Armee mit Hauptquartier in Hsinking. Anschließend fungierte er zwischen dem 8. August 1944 und dem 7. April 1945 in Personalunion als stellvertretender Generalinspektor der Heeresflieger sowie als stellvertretender Chef des Hauptquartiers der Heeresflieger. Zugleich war er vom 20. August bis zum 26. Dezember 1944 Chef der Sektion Allgemeine Angelegenheiten  der Generalinspektion der Heeresflieger sowie zwischen dem 2. September und dem 26. Dezember 1944 auch kommissarischer Chef der Sektion für Allgemeine Angelegenheiten im Hauptquartier der Kaiserlich Japanischen Heeresluftstreitkräfte. Zuletzt löste er am 7. April 1945 Generalleutnant Ushiroku Jun als Vize-Chef des Generalstabes der Kaiserlich Japanischen Armee ab und bekleidete diese Funktion als letzter Amtsinhaber bis zur Kapitulation Japans am 2. September 1945. Am 15. Oktober 1945 wurde er in den Ruhestand versetzt.
Sein älterer Bruder war General Kawabe Masakazu, der unter anderem Chef des Stabes der China-Expeditionsarmee sowie 1945 Oberkommandierender der 1. Hauptarmee war.